# Euchromia diffusihelvola
Euchromia diffusihelvola là một loài bướm đêm thuộc phân họ Arctiinae, họ Erebidae.